# Gautier
Gautier – miasto w Stanach Zjednoczonych, w stanie Missisipi, w hrabstwie Jackson.